# Elia X (IX) Yohannan Marogin
Elia X, nato Yohannan Marogin (Maraugin o Marawgin) (1645 – Monastero di Rabban Ormisda, 17 maggio 1700), è stato un vescovo cristiano orientale siro, patriarca della Chiesa d'Oriente della linea Elia dal 1660 al 1700.
Poiché un patriarca di nome Elia VI non è mai esistito, benché censito nelle cronotassi tradizionali dei patriarchi della Chiesa d'Oriente, il numero ordinale corretto di Elia X è quello di Elia IX.

## Biografia
Secondo Tisserant, nacque all'incirca nel 1645, poiché aveva 15 anni quando fu chiamato a succedere a Elia IX, morto il 18 giugno 1660, come patriarca della Chiesa d'Oriente.
Il nuovo patriarca ebbe diverse relazioni con la Chiesa cattolica, i cui missionari operavano da tempo nelle regioni della Mesopotamia settentrionale, convertendo al cattolicesimo numerosi gruppi di cristiani nestoriani. Elia stabilì contatti con la Santa Sede nel 1668 e il 22 novembre 1669 scrisse a papa Clemente IX per chiedere il permesso di fondare a Roma una scuola per la formazione dei suoi preti e per ottenere un aiuto per aprire una cappella del proprio rito a Gerusalemme. Queste trattative non ebbero però successo.
Elia fu un «vigoroso difensore della fede tradizionale» nestoriana. Durante il suo mandato, il metropolita di Amida Yosep si convertì al cattolicesimo e con lui tutta la sua comunità. Il patriarca reagì recandosi personalmente ad Amida per insediare un nuovo vescovo, Davide, e far imprigionare il vescovo ribelle.
Le fonti coeve attestano almeno tre natar kursya designati a succedergli come patriarca: Shimun nel 1669, David nel 1679, e, a partire dal 1693, Isho'yahb, che presumibilmente divenne patriarca alla sua morte con il nome di Elia XI.
Elia morì il 17 maggio 1700, dopo 40 anni di governo, come attesta il suo epitaffio, conservato nel monastero di Rabban Ormisda, che fu probabilmente sede del suo patriarcato.